# 永沢勝雄
永沢 勝雄（または 永澤 勝雄〈ながさわ かつお〉、1904年4月13日 - 1985年2月22日）は、将棋棋士。飯塚勘一郎八段門下。棋士番号は21。栃木県佐野市生まれ。

## 経歴
東京府立工業高等学校卒業後、1929年（昭和4年）に飯塚勘一郎八段に入門。
翌1930年（昭和5年）、初段昇段。
1937年（昭和12年）、四段昇段。
戦後に開始された順位戦（1946年〈昭和21年〉）には主旨不賛成のため参加せず。
その後、現役を引退。奨励会幹事を務める傍ら、長く観戦記執筆を手掛ける。
1948年（昭和23年）、五段昇段。
1950年（昭和25年）、六段昇段。

## 人物
現役当時から文筆に長じる。
雑誌「将棋研究」（将棋研究会）でも執筆を行う。「将棋研究」誌は1947年3月発行分より「将棋評論」（将棋研究会）へと改名し、この時点で永沢は将棋研究会を退会した。
1949年〈昭和24年〉から1966年〈昭和41年〉まで、朝日新聞において名人戦の観戦記を「仏法僧」のペンネームで執筆した。
趣味は寺社巡礼、読書、囲碁。
原田泰夫九段によると、自身の奨励会時代に永澤が幹事長であり、公平に少年棋士を可愛がったという。また、歩くのが好き、話し好き、文章が軽妙でうまかったと評している。

## 昇段履歴
- 1929年00月00日 ： 入門（飯塚勘一郎八段門下）[2]
- 1930年00月00日 ： 初段 [2]
- 1937年00月00日 ： 四段 = プロ入り [2]
- 1946年00月00日 ： 引退 [1][2]
- 1948年00月00日 ： 五段 [2]
- 1950年00月00日 ： 六段 [2]
- 1974年11月03日 ： 七段（贈七段、表彰感謝の日表彰）[8][9]
- 1985年02月22日 ： 死去 [5]
- 1985年02月22日 ： 追贈八段